# اينريكو بيارزوتي
اينريكو بيارزوتي (بالإيطالية: Enrico Bearzotti)‏ (20 أكتوبر 1996 في إيطاليا - ) هو لاعب كرة قدم إيطالي في مركز الهجوم. لعب مع نادي بادوفا.

## روابط خارجية
- اينريكو بيارزوتي على موقع قاعدة بيانات كرة القدم.إي يو (الإنجليزية)
- اينريكو بيارزوتي على موقع Soccerway.com (الإنجليزية)